# Чарльз Ейвері
Чарльз Ейвері (англ. Charles Avery; 28 травня 1873 — 23 липня 1926) — американський актор німого кіно, режисер і сценарист. Один із семи так званих поліцейських Кейстоуна, Ейвері зняв Роско Арбакла в тридцяти одній комедії, працюючи в Keystone Studios.
Чарльз Ейвері Бредфорд (англ. Charles Avery Bradford) народився в Чикаго, штат Іллінойс. Його сестра Шарлотта також була актрисою, як і його мати Марі Стенлі. Його батько був драматургом.

## Кар'єра
Почав грати в театрі, зігравши головну роль у виставі «Тітка Чарлея» і роль Пеглега Хопкінса у виставі «Девід Гарум», в якій головну роль зіграв Вільям Крейн.
Ейвері з'явилася в гастрольній постановці The Clansman у ролі губернатора Клансмана, перш ніж почати співпрацю з компанією Biograph Company в 1908 році.
З 1908 по 1909 рік Ейвері знявся в 33 короткометражних фільмах рехисера Девіда Гріффіта, зазвичай лише у ролях другого плану та часто разом із Маком Сеннетом.
У 1913 році він спробував свої сили в режисурі, починаючи з Across the Alley at Keystone Studios. Далі Ейвері зняв Сіда Чапліна в серіалі Gussle і Чарльза Мюррея в серіалі Hogan. Він також продовжував зніматися, зокрема, у перших трьох фільмах Keystone Kops.
Залишивши посаду режисера в 1920-х роках, Ейвері згодом зіграв другорядні ролі в малобюджетних вестернах, таких як The Rambling Ranger і Western Rover.
23 липня 1926 року Ейвері був знайдений мертвим у своєму будинку в Лос-Анджелесі. Причиною його смерті став розрив серця, спричинений хронічним міокардитом.

## Фільмографія
- 1909 — Самотня вілла / The Lonely Villa
- 1913 — Підглядаючий Піт / Peeping Pete — бармен
- 1913 — Поїздка для нареченої
- 1913 — Бенгвільська поліція
- 1914 — Морські німфи
- 1916 — Інша людина
- 1926 — Чорний дрізд